# Фрэнкс, Шерил
Шерил Фрэнкс (англ. Sheryl Franks; род. 26 мая 1961, Новый Орлеан, Луизиана) — американская фигуристка, выступавшая в парном катании. Участница зимних Олимпийских игр 1980 года.

## Биография
Шерил Фрэнкс родилась 26 мая 1961 года в американском городе Новый Орлеан.
Выступала в парном катании вместе с Майклом Боттичелли. В 1977—1980 годах четырежды завоевали бронзовые медали чемпионата США, в 1977—1979 годах — чемпионат восточных штатов.
Четырежды участвовали в чемпионатах мира. В 1977 году в Токио, в 1978 году в Оттаве и в 1979 году в Вене заняли 9-е место, в 1980 году в Дортмунде — 10-е.
В 1980 году вошла в состав сборной США на зимних Олимпийских играх в Лейк-Плэсиде. В парном катании вместе с Майклом Боттичелли заняли 7-е место, набрав 133,84 балла и уступив 13,42 балла завоевавшим золото Ирине Родниной и Александру Зайцеву из СССР.
Впоследствии стали выступать в профессиональном фигурном катании, до 1991 года выходили на лёд Ice Chips.
Работала тренером по фигурному катанию. Основала академию творческого катания Шерил Фрэнкс в Уэст-Ньютоне в штате Массачусетс.